# Isuzu Piazza
O Isuzu Piazza é um automóvel esportivo compacto da Isuzu. Foram fabricadas 101.879 unidades da 1ª geração, entre maio de 1981 e setembro de 1987.